# Скородед, Валерий Евгеньевич
Вале́рий Евге́ньевич Скороде́д (22 октября 1965, Москва) — советский и российский рок-музыкант, лидер группы «Монгол Шуудан».

## Биография
Окончил МГТУ имени Баумана. Служил в Советской Армии. Участвовал в деятельности анархического кружка, играл в группах «Вшивая Горка» и «Половой Акт». Наконец, в конце 1988 года собрал первый состав группы «Монгол Шуудан», с которой дал первый концерт в апреле 1989 года и получил предложение записать альбом на профессиональной студии. Однако в связи с отсутствием необходимого опыта альбом записывался, исходя из возможностей группы.
Является единственным бессменным участником группы. Автор музыки во всех песнях группы, за исключением:
- «Шизгара» — Робби ван Леувен,
- «Тамада» — Thin Lizzy, отчасти The Beatles,
- «Кондуктор» — Di Capua,
- «Саматайм» — Гершвин
- «Служили два товарища» — музыка сильно изменена;
- «Яблочко» — музыка народная.

Также является автором текстов всех композиций, кроме:
- «Москва» и «Слушай поганое сердце…» — стихи С. А. Есенина (также в песне «Финский нож» есть слегка изменённые фразы из стихотворения Есенина «Письмо матери»),
- «Чёрная Шаль» — стихи А. С. Пушкина,
- «Про Любовь»,
- «Ты гречку выдаешь за манку»,
- «Москва Колбасная» — Сергей Жариков,
- «Колоколенка» — Сергеев, Леонид Александрович (бард),
- «Любо, братцы, любо» — слова народные,
- «Яблочко» (махновская версия) — слова народные;
- «Служили два товарища» — текст сильно изменён;

Придумал аранжировку кавер-версий песен «Незнайка» (группы «Наив») и «Похмел» — (группы «Сектор Газа»).
Принял участие, как приглашённый вокалист, в записи песни «Рок-н-ролл надувает наши паруса» группы «Тринадцатое Созвездие».
Выступает также как сольный исполнитель. Поклонник групп «ДК» и «Сектор Газа».